# 罗恩·布鲁尔
罗纳德·查尔斯·布鲁尔（英語：Ronald Charles Brewer，1955年9月16日—），美国NBA联盟职业篮球运动员。他在1978年的NBA选秀中第1轮第7顺位被波特兰开拓者选中。